# Strada provinciale 29 Medicina-S.Antonio di Quaderna
La strada provinciale 29 Medicina-S.Antonio di Quaderna è una strada provinciale italiana della città metropolitana di Bologna suddivisa in due tronchi: la SP 29/1 e la SP 29/2.

## Percorso
A Medicina il primo tronco si stacca dall'ex strada statale 253 San Vitale e, a nord del paese, incrocia la SP 3 Trasversale di Pianura. Continua quindi in direzione nord-est e costeggia per un lungo tratto il Canale di Medicina. In seguito arriva alla frazione di Sant'Antonio, da dove si diparte il secondo tronco della SP 29, il quale, mantenendo la stessa direzione, giunge fino al confine con la provincia di Ferrara (comune di Argenta). Da Sant'Antonio la SP 29/1 invece vira a nord-ovest, supera il torrente Idice per poi concludersi a Molinella. Qui si collega, attraverso altre strade, alla SP 6 ed alla SP 5.